# FC DAC 1904 Dunajská Streda
FC DAC 1904 Dunajská Streda é uma equipe eslovaca de futebol com sede em Dunajská Streda. Disputa a primeira divisão da Eslováquia (Campeonato Eslovaco de Futebol).
Seus jogos são mandados no Mestský Stadion, que possui capacidade para 16.410 espectadores.

## História
O FC DAC 1904 Dunajská Streda foi fundado em 1904.

## Uniformes

### Uniformes atuais
| 1º Uniforme | 2º Uniforme | Combinação 1 |